# A Tale of Two Cities (pel·lícula de 1935)
 A Tale of two Cities és una pel·lícula estatunidenca dirigida per Jack Conway el 1935, produïda per la Metro-Goldwyn-Mayer.

## Argument
Adaptació de la novel·la Una història de dues ciutats de Charles Dickens. En els primers dies de la Revolució Francesa, Sydney Carton, un advocat anglès fastiguejat del món viatja a París on coneix Lucie Manette, una dona de la que s'enamora. És l'esposa d'un heroi exiliat que hauria de morir a la guillotina, però algú que estima en secret a la seva esposa canviarà el seu destí.

## Repartiment
- Ronald Colman: Sydney Carton
- Elizabeth Allan: Lucie Manette
- Edna May Oliver: La Srta. Prost
- Reginald Owen: Stryver
- Basil Rathbone: El Marquès de Saint-Évremont
- Blanche Yurka: Sra. De Farge
- Mitchell Lewis: Ernest De Farge
- Donald Woods: Charles Darney
- Henry B. Walthall: El Dr. Manette
- H.B. Warner: Gabelle
- Billy Bevan: Jerry Cruncher
- Isabel Jewell: Una modista
- Fritz Leiber: Gaspard
- Tully Marshall: Un llenyataire
- Robert Warwick: Un jutge del tribunal revolucionari
- E.E. Clive: Jutge de l’'Old Bailey'
- Lawrence Grant: El Procurador

I, entre els actors que no surten als crèdits:
- Walter Kingsford: Victor
- Dale Fuller: Vella

## Nominacions
- 1937. Oscar a la millor pel·lícula
- 1937. Oscar al millor muntatge per Conrad A. Nervig

## Crítica
| «                                  | Seleccionada pels Oscars com una de les millors pel·lícules de l'any 1935, A Tale of two Cities és abans de tot un magnífic treball de productor. David O. Selznick, que produiria alguns anys més tard Allò que el vent s'endugué , ha organitzat tot per assegurar l'èxit d'aquesta brillant adaptació de la novel·la de Charles Dickens. La composició de Ronald Colman, que somiava des de feia molt de temps amb poder interpretar a la pantalla el paper de Sydney Carton, continua sent inoblidable i, paral·lelament, Selznick es beneficia del més bon equip tècnic de l'època, la de la Metro-Goldwyn-Mayer. Vigilant tota la producció, Selznick va confiar a un equip independent la direcció de la Presa de la Bastilla. El productor Val Lewton i el cineasta Jacques Tourneur es van encarregar i, gràcies a ells, aquesta reconstitució és un esplèndid moment cinematogràfic, filmat amb un verdader sentit de l'espai i del moviment. Famosa als Estats Units, A Tale of two Cities , difosa per primera vegada a la televisió a França, és una obra raríssima que mereix ser redescoberta | » |
| — (1988, Patrick Brion a Télérama) | |   |